# Ахкиоярви
Ахкиоярви (Ахкио-ярви; фин. Ahkiojärvi) — пресноводное озеро на территории сельского поселения Алакуртти Кандалакшского района Мурманской области.
Озеро располагается в 4 км юго-западнее железнодорожной станции Алакуртти, между двух сопок на высоте 157 м над уровнем моря. Через озеро протекает река Ахкиооя, связывающая его с рекой Тунтсайоки (бассейн Ковды).
На северо-восточном берегу озера расположен посёлок городского типа Алакуртти. По северо-западному берегу озера проходит автодорога Алакуртти — граница с Финляндией (МАПП «Салла»).